# Brutti (romanzo)
Brutti (titolo originale Uglies) è un romanzo dello scrittore statunitense Scott Westerfeld.

## Trama
In un futuro e in un luogo imprecisati, la legge impone a tutti i sedicenni di sottoporsi a una serie di operazioni di chirurgia estetica che li renderanno bellissimi per il resto della loro vita. Con questo strumento, il governo pensa di eliminare tutte le ingiustizie e le disuguaglianze determinate dall'aspetto esteriore.
Tally Youngblood non vede l'ora di sottoporsi all'intervento, ma poco prima di compiere sedici anni fa amicizia con la ribelle Shay. Anche Shay è un "brutto" (così vengono chiamati i giovani non ancora sottoposti all'intervento estetico), ma a differenza di Tally non vuole subire alcuna operazione, vuole invece rimanere così com'è, diversa dagli altri. Le due ragazze diventano migliori amiche e scoprono di essere nate nello stesso giorno. Alla fine dell'estate, poco prima di compiere gli anni, Shay decide di andare via. Così racconta a Tally dell'esistenza di Fumo, un villaggio nascosto dove vivono solo persone che non si sono fatte sottoporre all'operazione, e le parla anche di David, un ragazzo che aveva conosciuto e che vive lì. Anche se Shay le chiede di seguirla, Tally sceglie di restare in città, perché non vuole rinunciare alla trasformazione fisica né non rivedere più i suoi amici che già si trovano sull'isola dei Neoperfetti. Anche se Shay è dispiaciuta, accetta la decisione dell'amica, ma le lascia lo stesso un biglietto con le indicazioni per arrivare a Fumo, scritte in un codice che solo Tally può capire.
Il giorno del suo sedicesimo compleanno si fa accompagnare all'ospedale per effettuare l'intervento che la renderà perfetta. Qui però l'attende una terribile sorpresa: i corpi speciali del governo sanno della sua amicizia con Shay e sanno della fuga di quest'ultima a Fumo. Come se non bastasse, i corpi speciali sono a conoscenza del fatto che Shay le ha lasciato su un foglio di carta le indicazioni per raggiungere Fumo. Tally viene quindi ricattata: se vuole diventare bellissima come gli altri suoi coetanei, dovrà prima trovare Fumo e avvisare poi i corpi speciali della sua esatta ubicazione.
Tally disperata accetta e dopo diverse peripezie riesce ad arrivare a Fumo. Qui ritrova Shay e fa amicizia con altri "brutti", tra cui l'affascinante David. I genitori di David - Az e Maddy - vivono anch'essi a Fumo e sono due dottori che in passato si erano occupati degli interventi chirurgici sui "brutti". Grazie a loro, Tally viene a conoscenza di una terribile verità: tra tutte le operazioni cui vengono sottoposti i "brutti", ce n'è anche una che riguarda il cervello e che ha come scopo quello di omologare anche psichicamente le persone rendendole frivole, arrendevoli e manipolabili.
La vita a Fumo, sebbene più faticosa rispetto a quella della sua città d'origine, comincia a piacere a Tally, che finisce con l'innamorarsi di David e decide quindi di restare a vivere lì. Inavvertitamente però Tally attiva il segnalatore di posizione consegnatole dai corpi speciali, che in poche ore raggiungono Fumo e catturano gran parte dei suoi abitanti, portandoli poi con la forza nella loro base in città.
Tally e David riescono a evitare la cattura e decidono di andare in città a liberare gli amici rapiti, tra cui Shay e i genitori di David. Giunti alla base, Tally e David scoprono che Az è stato ucciso dai corpi speciali, mentre Shay è stata sottoposta contro la sua volontà agli interventi chirurgici. La missione per liberare gli amici viene comunque portata a termine e i fuggiaschi, fra cui Shay, si nascondono nei boschi circostanti.
Shay è completamente un'altra persona rispetto alla ribelle che era prima, e ciò conferma che i genitori di David non mentivano quando parlavano dell'intervento al cervello. A questo punto Maddy rivela che nel corso degli anni aveva sviluppato insieme al marito una possibile cura per le lesioni al cervello, ma si trattava di una cura sperimentale mai testata sulle persone. Tally, che si sente in colpa perché sa che è colpa sua se i corpi speciali hanno trovato Fumo, decide allora di tornare in città e sottoporsi all'operazione. Una volta compiuta la trasformazione, David andrà a prenderla e lei si sottoporrà come cavia alla cura ideata dai genitori di David.

## Adattamenti
La 20th Century Fox e il produttore John Davis hanno acquisito i diritti del romanzo nel 2006. Davis e la moglie Jordan sono venuti a conoscenza dell'opera di Westerfeld grazie alla figlia, che aveva letto il libro a scuola. 
A settembre 2024 il film viene rilasciato sulla piattaforma Netflix.

## Edizioni
- Scott Westerfeld, Brutti, traduzione di Angela Ragusa, 1ª ed., Arnoldo Mondadori Editore, 2006, ISBN 978-88-04-55766-1.